# Вета, Артурас
Артурас Вета (лит. Artūras Vieta; 30 мая 1961, Шяуляй, Литовская ССР, СССР) — советский и литовский гребец-байдарочник, выступал за сборные СССР и Литвы в середине 1980-х — начале 1990-х годов. Трёхкратный чемпион мира, многократный чемпион советских и литовских национальных первенств, участник летних Олимпийских игр в Барселоне. На соревнованиях представлял спортивный клуб «Жальгирис», заслуженный мастер спорта СССР (1989).

## Биография
Артурас Вета родился 30 мая 1961 года в городе Шяуляй. Активно заниматься греблей начал в раннем детстве, проходил подготовку в спортивном клубе «Жальгирис» в Каунасе.
Первого серьёзного успеха на взрослом международном уровне добился в 1983 году, когда попал в основной состав советской национальной сборной и благодаря череде удачных выступлений удостоился права защищать честь страны на чемпионате мира в финском Тампере — в итоге трижды поднимался здесь на пьедестал почёта: выиграл серебряные медали в одиночках на дистанции 1000 метров и в четвёрках на дистанции 500 метров, а также бронзовую медаль в четвёрках на дистанции 1000 метров.
В 1985 году Вета побывал на мировом первенстве в бельгийском Мехелене, откуда привёз награду серебряного достоинства, выигранную в километровом зачёте четырёхместных байдарок. Два года спустя на аналогичных соревнованиях в немецком Дуйсбурге в четвёрках завоевал золото на пятистах метрах и бронзу на тысяче. Ещё через два года на чемпионате мира в болгарском Пловдиве взял золото в четвёрках на десяти километрах и серебро в двойках на одном километре. По итогам сезона за выдающиеся спортивные достижения удостоен почётного звания «Заслуженный мастер спорта СССР». Последний раз добился успеха на крупных международных регатах в 1990 году на мировом первенстве в польской Познани, где в точности повторил прошлогодний результат, став таким образом трёхкратным чемпионом мира по гребле на байдарках и каноэ.
После распада Советского Союза в течение некоторого времени выступал за сборную Литвы, хотя больших побед уже не одерживал. В 1992 году представлял литовскую гребную команду на летних Олимпийских играх 1992 года в Барселоне — стартовал в программе одиночных байдарок на дистанциях 500 и 1000 метров, но в обоих случаях финишировал в финалах лишь девятым.
Завершив карьеру профессионального спортсмена, перешёл на тренерскую работу. В настоящее время работает тренером по гребле в спортивном центре города Тракай.